# Сельский труженик
Сельский труженик (чув. Ял ӗҫченӗ) — газета Янтиковского района Чувашии. Языки публикаций чувашский и русский. Тираж 2033 экз. Выходит еженедельно по пятницам. Издаётся с 15 февраля 1935 года.
Целевая аудитория — жители Янтиковского района. Подписка проводится в основном почтальонами и отделениями связи Янтиковского филиала Канашского почтамта. В самой редакции проводится альтернативная подписка.
Учредители:
- Республиканское государственное учреждение "Редакция Янтиковской районной газеты «Ял ӗҫченӗ»;
- Министерство культуры, по делам национальностей, информационной политики и архивного дела Чувашской Республики.

Почтовый адрес редакции: 429290, Чувашская Республика, Янтиковский район, с. Янтиково, пр. Ленина, 11.
Главный редактор Л. В. Якку

## История
Первый номер вышел 17 февраля 1935 года. В 1963—1965 годах газета не выходила, так как Янтиковский район был упразднён. Вновь стала выходить с 9 апреля 1966 года под названием «Ял ӗҫченӗ».